# Lena Selbach
Lena Selbach (ur. 7 maja 1996) – niemiecka skoczkini narciarska, reprezentantka SK Winterberg.
Na międzynarodowej arenie zadebiutowała 15 grudnia 2012 w Winterbergu podczas zawodów Alpen Cupu, oddając skoki na odległość odpowiednio 54,5 m i 56,0 m na skoczni średniej.
19 lutego 2013 zdobyła brązowy medal na zimowym olimpijskim festiwalu młodzieży Europy w konkurencji indywidualnej, po skokach na odległość 65,5 i 64,5 metra. Dwa dni później zdobyła srebrny medal w konkurencji drużynowej, w której wystartowała wraz z Celiną Dollberg, Cariną Wursthorn i Anną Rupprecht. 22 lutego wystartowała w konkursie drużyn mieszanych, tym razem wraz z Anną Rupprecht, Thomasem Dufterem i Sebastianem Bradatschem i zdobyła złoty medal.

## Zimowy olimpijski festiwal młodzieży Europy
| Miejsce | Dzień     | Rok  | Miejscowość | Skocznia                    | Punkt K | HS    | Konkurs      | Skok 1 | Skok 2 | Nota                  | Strata   | Zwycięzca      |
| ------- | --------- | ---- | ----------- | --------------------------- | ------- | ----- | ------------ | ------ | ------ | --------------------- | -------- | -------------- |
| 3.      | 19 lutego | 2013 | Râșnov      | Trambulina Valea Cărbunării | K-64    | HS-72 | indywid.     | 65,5 m | 64,5 m | 223,3 pkt             | 1,7 pkt  | Anna Rupprecht |
| 2.      | 21 lutego | 2013 | Râșnov      | Trambulina Valea Cărbunării | K-64    | HS-72 | druż.        | 65,0 m | 64,0 m | 801,6 pkt (221,9 pkt) | 11,3 pkt | Czechy         |
| 1.      | 22 lutego | 2013 | Râșnov      | Trambulina Valea Cărbunării | K-64    | HS-72 | druż. miesz. | 63,0 m | 66,0 m | 888,5 pkt (219,4 pkt) | –        | –              |

## Puchar Kontynentalny

### Miejsca w poszczególnych konkursach Pucharu Kontynentalnego
| Sezon 2012/2013                                                                   |              |              |              |        |
| Oberwiesenthal                                                                    | Örnsköldsvik | Örnsköldsvik | Örnsköldsvik | punkty |
| 32                                                                                | -            | -            | -            | 0      |
| Legenda                                                                           |              |              |              |        |
| 1 2 3 4-10 11-30 poniżej 30 dq – dyskwalifikacja - – zawodniczka nie wystartowała |              |              |              |        |